# 卢卡斯·巴里奥斯
卢卡斯·拉蒙·巴里奥斯·卡塞雷斯（西班牙語：Lucas Ramón Barrios Cáceres，1984年11月13日—）是一名出生於阿根廷的巴拉圭前足球運動員，司職前鋒，以在禁區內的效率著稱，而被稱為「豹」（La Pantera），曾經效力阿根廷足球甲级联赛国防与司法。
巴列奧斯出生於阿根廷圣费尔南多，由於他的母親是巴拉圭人，他於2010年3月入籍巴拉圭，因而獲得代表巴拉圭國家隊參加國際賽的資格，並入選巴拉圭參賽2010年世界盃初選名單及決選名單。
2012年，巴里奧斯由多蒙特轉會广州恒大，當年他分別為兩間球會先後赢得德甲、德國杯、中超、中國足協杯，是足球史上唯一同年度雙雙冠王。

## 生平

### 球會
巴里奥斯在智利科布雷羅阿體育俱樂部時開始有了名氣，他待在那時得分紀錄相當可觀。在加入科布雷羅阿之前，巴里奧斯在智利和阿根廷足球乙級聯賽（second division football）裡度過他大半的職業生涯。然而在加入科布雷羅阿之後，他開始展現他與生俱來的得分能力，在2007年的開季賽（Apertura）就進了14球。
在科布雷羅那段好時光過後，巴里奧斯受到了智利高魯高魯體育會和墨西哥 内卡哈 俱樂部的注意。然而巴里奧斯最後被墨西哥的阿特拉斯足球俱樂部以250萬簽走，他在那裡只踢了一季球，那季裡他在14場出賽中有一次的射門得分。

#### 高魯高魯
在2008年初高魯高魯把巴里奧斯借出六個月作為他們2008年南美解放者盃球賽的援軍。巴里奧斯回到了之前在阿特拉斯的狀態，在開季賽（Torneo de Apertura de Chile ）中以19次射門為最高得分的球員。在附加賽中巴里奧斯俱樂部得勝的助力之一。準決賽的第二回合中，高魯高魯在剩下十分鐘時仍以2比0落後努布倫斯體育俱樂部，而巴里奧斯在不到兩分鐘內兩次射門得分讓他們進了決賽。在決賽的最後一回合，巴里奧斯獲得他附加賽的第五次射門得分，亦是她在該季的第19個。

#### 多蒙特
在2009年德甲球队多蒙特正式宣布和巴里奥斯签约4年。他旋即成为球队主力前锋并帮助球队夺得2010-2011赛季德甲冠军。然而在2011-2012赛季，由于伤病，他的主力位置逐渐被莱万多夫斯基取代。

#### 广州恒大
2012年5月2日，中国足球超级联赛球队广州恒大正式宣布和巴里奥斯签约4年，转会金额为850万欧元。他也因此超越达里奥·孔卡，成为中国足球转会金额最高的球员。7月15日，他在广州德比广州恒大主场0比1不敌广州富力的比赛第74分钟替补克莱奥出场，首次代表广州恒大在正式比赛亮相。7月18日，他在2012年中国足协杯第四轮广州恒大对阵河南建业的比赛首发出场，并将队友吴坪枫的射门挡入对手大门，帮助球队2比1逆转河南建业，不过赛后的官方统计中将进球算在吴坪枫名下。7月21日，他在广州恒大客场2比1击败河南建业的比赛中射进个人的首个中超联赛进球。8月，巴里奥斯取代克莱奥，入选广州恒大征战2012年亚足联冠军联赛下一阶段的30人名单。10月2日，他在八强第二回合射进在亚冠联赛的首球，不过广州恒大最终以总比分4比5不敌伊蒂哈德被淘汰出局。在联赛中，巴里奥斯主要是作为克莱奥的替补，2012赛季下半赛季出场8次，射进2球，跟随球队获得2012赛季中超联赛冠军。他在足协杯决赛两回合总共射进3球，帮助广州恒大历史上首夺足协杯的同时也当选为赛事的最有价值球员。
虽然克莱奥的2013年1月被租借到日本球队柏雷素尔，但另一名巴西射手埃尔克森的加盟使巴里奥斯在队中并不稳固。在冠军联赛中，由于埃尔克森受名额限制未能报名，巴里奥斯可以作为主力出场，他在2013年亚足联冠军联赛小组赛首轮射进俱乐部在新赛季的首个进球，最终帮助球队3比0击败浦和红钻取得开门红。在联赛中，巴里奥斯则在大部分时间只能充当埃尔克森的替补，在9次出场机会中射进3球。
在2013年6月1日巴里奥斯在踢完广州恒大主场对阵山东鲁能的比赛后在球队放假时离队，之后却拒绝回归球队。有媒体爆料称他与阿根廷足球甲级联赛队伍河床、意甲的国际米兰、佛罗伦萨、那不勒斯、德甲的云达不莱梅、巴西足球甲级联赛的圣保罗、巴西国际队接触。巴里奥斯声称已经预付了450万欧元的解约费，并且授权自己的经纪人给自己寻找下家。之后他在接受德国媒体《踢球者》采访时宣称广州恒大拖欠自己三个月的工资，根据FIFA的裁决可以成为自由球员，将可能在夏季自由转会回归德甲。广州恒大在新闻发布当天向《踢球者》发去律师函，要求对方澄清说法，后来《踢球者》把这个事件的报道删除。广州恒大足球俱乐部并没有把这件事情而告终，而是将此事件上告至FIFA，要求全球禁赛巴里奥斯半年。到了2013年7月2日，国际足联开始调查此事，恒大俱乐部就率先发了律师函。然而过了2天，巴里奥斯反指恒大俱乐部涉嫌逃税，后来恒大俱乐部回应俱乐部逃税是严重失实事情，他们已将工资证明提交到FIFA当中。实际上，广州恒大足球俱乐部开始停止对巴里奥斯本人发工资是在2013年6月24日那天停发。国际足联对恒大和巴里奥斯的合同纠纷进行取证调查。2013年7月中旬，有消息传出巴里奥斯与土耳其足球超级联赛的特拉布宗和意大利足球甲级联赛的萨索罗队接触，说明他想要加盟该俱乐部。但后来两家俱乐部都不想签约巴里奥斯，因为他们都不想卷入与广州恒大足球俱乐部的合同纠纷。2013年7月26日，国际足联正式回函给广州恒大俱乐部并告知巴里奥斯本人，确认启动诉讼程序。国际足联并要求巴里奥斯在8月16日前针对广州恒大提出的诉讼予以答辩并提供证据材料，如在限期内未作出回应，将根据恒大提供的材料作出裁决。在诉讼期内，暂不受理球员转会。在FIFA发函后，巴里奥斯的经纪人主动向俱乐部表示希望和解。转会闹剧一直持续到2013年8月10日，他及其经纪人为能完成转会而向恒大方面道歉，并通过经纪人将多家俱乐部的报价单呈递给了恒大。

#### 莫斯科斯巴达克
2013年8月10日凌晨，广州恒大在官方网站宣布巴里奥斯以700万欧元的转会费加盟俄罗斯足球超级联赛球队莫斯科斯巴达克。莫斯科斯巴达克在当天稍晚时候官方证实了这次转会。他在转会至该俱乐部之后的第一个进球是在2013年12月1日，在2013——2014赛季的俄罗斯足球超级联赛，主场6-1狂胜伏爾加足球俱樂部的比赛中进球。

### 國家隊
巴列奧斯在2010年3月16日申請入籍巴拉圭爭取出席2010年世界盃，於4月8日獲得批准，他是繼（Jonathan Santana）、（Néstor Ortigoza）及塞尔吉奥·阿基诺（Sergio Aquino）後第四名同期成為巴拉圭國腳的阿根廷足球運動員。2010年5月4日從未代表巴拉圭上陣的巴列奧斯獲選入世界盃30人初選名單，取代年初頭部遭鎗擊受傷的外圍賽首席射手（Salvador Cabañas），並最終入選決選名單。
5月25日在都柏林友賽愛爾蘭首次上陣，為巴拉圭射入「破蛋」取得首個國家隊入球；5月30日轉往法國迎戰同為世界盃決賽週球隊的科特迪瓦，是上任後首場賽事，雙方2-2言和終場，後補上陣的巴列奧斯又射入一球；最後一場熱身賽在瑞士對另一支決賽週隊伍希臘，巴列奧斯射入為球隊鎖定2-0勝局，巴列奧斯三次上陣射入三球，每場均有入球進賬。
國際賽入球
| #  | 日期             | 場地                                   | 對賽球隊 | 入球 | 比數 | 競賽         |
| -- | ---------------- | -------------------------------------- | -------- | ---- | ---- | ------------ |
| 1. | 2010年5月25日    | 愛爾蘭，都柏林，RDS運動場              | 愛爾蘭   | 1–2  | 1–2  | 友賽         |
| 2. | 2010年5月30日    | 法國，托農萊班，约瑟夫莫奈特球场       |          | 1–2  | 2–2  | 友賽         |
| 3. | 2010年6月2日     | 瑞士，温特图尔，Stadion Schützenwiese  | 希腊     | 2–0  | 2–0  | 友賽         |
| 4. | 7 September 2010 | 中国，南京，南京奥体中心               | 中國     | 0–1  | 1–1  | 友賽         |
| 5. | 4 June 2011      | 玻利维亚，圣克鲁斯，拉蒙阿吉雷拉体育场 | 玻利维亚 | 0–1  | 0–2  | 友賽         |
| 6. | 13 July 2011     | 阿根廷，萨尔塔，马特阿雷纳球场         | 委內瑞拉 | 2–1  | 3–3  | 2011年美洲杯 |

## 榮譽
高魯高魯
- 智利足球甲级联赛冠軍（1）：2008年秋季聯賽；

多特蒙德
- 德國足球甲级联赛冠軍（2）：2010-2011,2011-2012；
- 德國盃 冠軍（1）：2011-2012；

广州恒大
- 中国足球超级联赛冠軍（1）：2012；
- 中国足協盃冠軍（1）：2012；

個人
- 智利足球甲级联赛神射手（2）：2008年春季聯賽、2008年秋季聯賽；
- IFFHS世界最佳頂級聯賽神射手（1）：2008年[34]；
- 中国足協盃最佳球员（1）：2012；

## 外部連結
- Lucas Barrios' Official Website
- Profile at Fútbol XXI
- Profile（页面存档备份，存于） at BDFA
- Lucas Barrios - Fussballdaten - Die Fußball-Datenbank（页面存档备份，存于）
- Lucas Barrios - Borussia Dortmund: Kicker.de（页面存档备份，存于）
- 卢卡斯·巴里奥斯在National-Football-Teams.com的資料